# Horst Bulau
Horst Bulau (* 14. August 1962 in Gloucester, Ontario) ist ein ehemaliger kanadischer Skispringer. Er ist der bisher erfolgreichste kanadische Skispringer sowie der erfolgreichste Nordamerikaner der Weltcupgeschichte. Da Skispringen in Kanada jedoch eher eine Randsportart ist, wurde seinen Erfolgen in Europa mehr Beachtung geschenkt als in seiner Heimat.

## Werdegang
Bulaus aus Hannover und Leipzig stammende Eltern wanderten nach Kanada aus.
1979 wurde Bulau erster Juniorenweltmeister im Skispringen und war in den folgenden Jahren auf internationaler Ebene auch bei den Senioren sehr erfolgreich. Insgesamt gewann er in seiner Karriere 13 Weltcupspringen, allesamt zwischen 1981 und 1983. In der ewigen Bestenliste lag der Kanadier damit zeitweise neben Armin Kogler und Matti Nykänen auf dem ersten Platz. Im Gesamtweltcup erreichte er in den Saisons 1980/81 und 1981/82 jeweils den dritten, 1982/83 sogar den zweiten und 1983/84 noch einmal den achten Rang der Weltcupgesamtwertung. Bei den Olympischen Winterspielen 1984 in Sarajevo wurde er auf der Normalschanze 38. und auf der Großschanze Zehnter. Außerdem errang er bei der Vierschanzentournee 1982/83 den dritten Platz und sprang in Oberstdorf mit 114,5 m einen Schanzenrekord.
Ab 1986 bestritt Bulau meist keine ganze Weltcupsaison, sondern nahm häufig nur an der Vierschanzentournee und an den Springen im kanadischen Thunder Bay teil. Wenn er antrat, erreichte er dennoch bis in die frühen neunziger Jahre häufig Platzierungen unter den besten Zehn, zuletzt noch 1991 in Trondheim. Bei den Olympischen Winterspielen 1988 im heimischen Calgary erreichte er auf der Normalschanze nur den 44., auf der Großschanze den siebenten Rang. Die Saisons 1988/1989 und 1989/1990 ließ er ganz aus. Nach den für ihn enttäuschend verlaufenen Olympischen Winterspielen 1992 in Albertville beendete er seine Karriere.
1994 wurde Bulau, der heute wechselweise in Paris (Ontario) und Collingwood (Ontario) lebt, in die Canadian Ski Hall Of Fame aufgenommen.
Das Wiener Liedermacher-Duo Christoph & Lollo verarbeitet in dem im Jahr 2000 veröffentlichten Lied Das Lied heißt Bulau eine fiktive Lebensgeschichte von Bulau, die allerlei Probleme und Niederschläge umfasst.

## Erfolge

### Weltcupsiege im Einzel
| Nr. | Datum             | Ort                    | Land        |
| --- | ----------------- | ---------------------- | ----------- |
| 1.  | 1. Januar 1981    | Garmisch-Partenkirchen | Deutschland |
| 2.  | 17. März 1981     | Bærum                  | Norwegen    |
| 3.  | 15. Januar 1982   | Sapporo                | Japan       |
| 4.  | 23. Januar 1982   | Thunder Bay            | Kanada      |
| 5.  | 24. Januar 1982   | Thunder Bay            | Kanada      |
| 6.  | 30. Dezember 1982 | Oberstdorf             | Deutschland |
| 7.  | 22. Januar 1983   | Thunder Bay            | Kanada      |
| 8.  | 26. Januar 1983   | Gstaad                 | Schweiz     |
| 9.  | 28. Januar 1983   | St. Moritz             | Schweiz     |
| 10. | 25. Februar 1983  | Falun                  | Schweden    |
| 11. | 4. März 1983      | Lahti                  | Finnland    |
| 12. | 6. März 1983      | Lahti                  | Finnland    |
| 13. | 10. Dezember 1983 | Thunder Bay            | Kanada      |

### Weltcup-Platzierungen
| Saison  | Platz | Punkte |
| ------- | ----- | ------ |
| 1979/80 | 38.   | 023    |
| 1980/81 | 03.   | 174    |
| 1981/82 | 03.   | 150    |
| 1982/83 | 02.   | 260    |
| 1983/84 | 08.   | 102    |
| 1984/85 | 19.   | 038    |
| 1985/86 | 12.   | 097    |
| 1986/87 | 47.   | 010    |
| 1987/88 | 30.   | 028    |
| 1990/91 | 31.   | 021    |